# Sonderlandeplatz

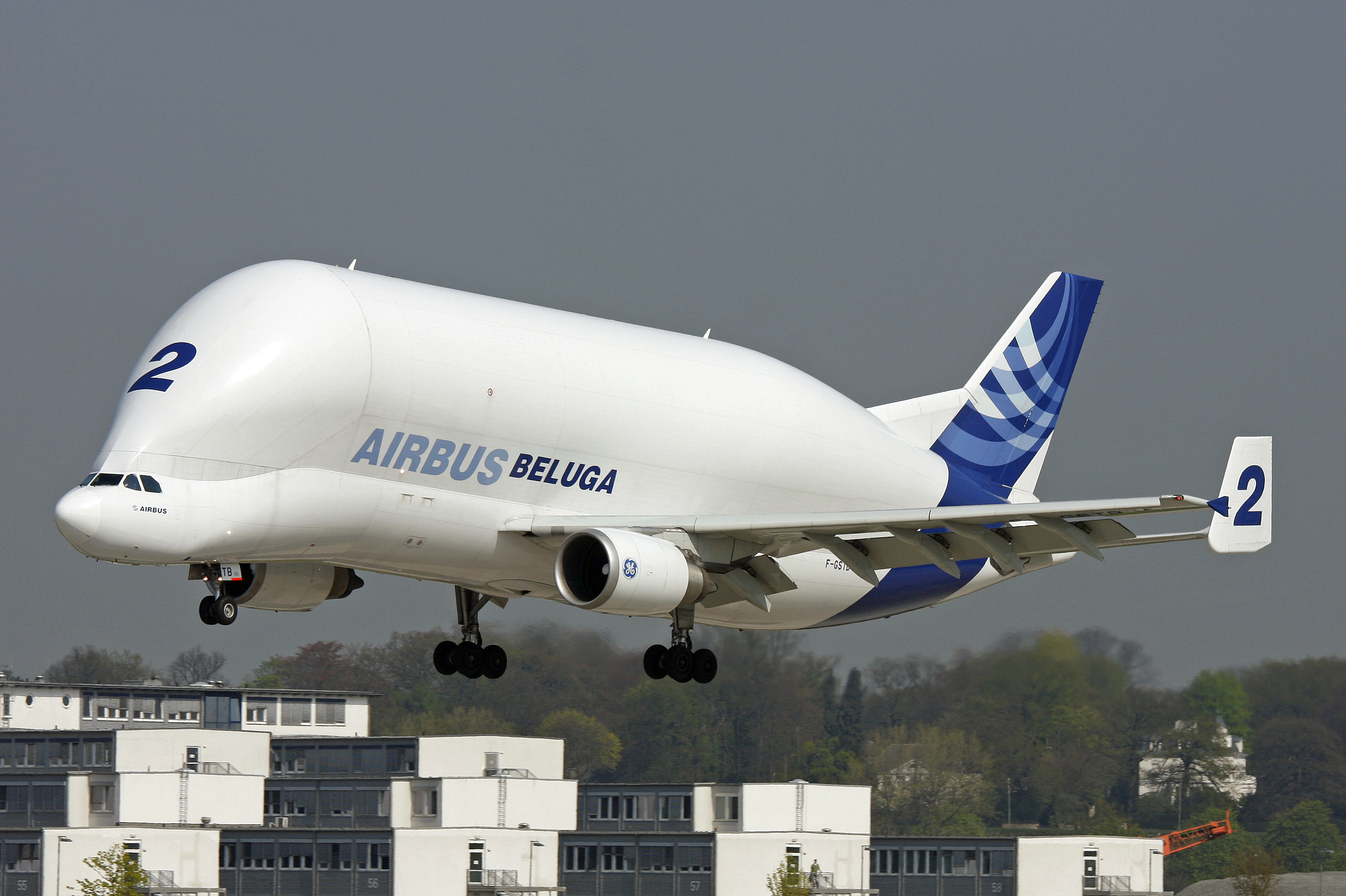
Airbus A300-600ST Beluga på Sonderlandeplatz Hamburg Finkenwerder

Sonderlandeplatz är en officiell administrativ beteckning i Tyskland för en viss klass av flygplatser.
Ägaren är inte förpliktade att hålla flygplatsen öppen hela tiden; det finns inga regelbundna öppettider.
Ägaren, till exempel en flygklubb, har exklusiv rättighet att använda flygplatsen. Andra luftfarkoster får också starta och landa där om piloterna har fått särskilt tillstånd ("PPR", prior permission required).
PPR kan endast beviljas för luftfarkoster, vars vikt och kategori (flygplan, helikoptrar, luftskepp) är godkända för denna flygplats.
Nästan alla Sonderlandeplätze har en internationell ICAO-kod, som i Tyskland börjar med "ED.." (i Sverige: "ES.."). 
Sonderlandeplätze varierar betydligt i storlek. Flugplatz Göppingen har en gräsbana som är 360 meter lång, medan Flugplatz Hamburg-Finkenwerder (ägd av Airbus) har en bana med 3 183 meter längd och lämpar sig för flygplan upp till Airbus A380 (max. startvikt 590 ton).

## Källhänvisningar